# Johann Adam Reincken
Johann Adam Reincken (Jan Adams Reinken) (Wildeshausen, Baixa Saxònia, 27 d'abril de 1623 - 24 de novembre de 1722) va ser un organista, però també compositor i gambista, del nord d'Alemanya que es va distingir per la seva longevitat i per la influència que tingué en organistes joves com Johann Sebastian Bach.

## Biografia
Va néixer a Wildeshausen, Baixa Saxònia. El 1637, als 14 anys, la seva família emigrà a Deventer, als Països Baixos, on rebé la seva primera formació musical. El 1654 va anar a estudiar durant tres anys amb Heinrich Scheidemann, un deixeble de Sweelinck, a l'església de Santa Caterina (Katharinenkirche) a Hamburg, i en la que va tenir com a condeixeble en Matthias Weckmann, junt amb el qual s'apropiaren dels procediments de l'escola neerlandesa. Després d'estar un any a Deventer, va tornar amb Scheidemann i es va convertir en el seu ajudant. Quan Scheideman morí, el 1663, Reincken va ocupar el seu càrrec fins a la seva mort, l'any 1722, a l'edat de 99 anys. A diferència de molts altres organistes i músics, Reincken va morir ric.

## L'estil de Reincken
Reincken tenia un estil particularment exuberant, un estil que s'anomenava stylus phantasticus i que va caracteritzar la qualitat dels organistes de l'escola del nord d'Alemanya. Els seus dots d'improvisador li van donar una gran reputació i el seu virtuosisme era excepcional.
Reincken coneixia bé a Buxtehude, com evidencia la pintura a l'oli J. Voorhout, en la que apareixen uns músics; se suposa que el clavecinista és Reincken, Johann Theile el de la viola da gamba, i el de la dreta, Buxtehude. També va influir significativament sobre el jove Bach. Sembla que, ja de vell, després d'escoltar a Bach fer unes improvisacions a partir del coral An den Wasserflüssen Babylon (Vora els rius de Babilònia), Reincken li comentà: "Pensava que aquest art era mort, però veig que viu en vostè.". La composició més important de Reincken es basava en aquest coral; per tant si la història és veritable, indicaria que Bach coneixia i valorava l'obra de Reincken. Un detall més: l'any 2006, es descobrien a Weimar els primers autògrafs de Bach i són una còpia del An den Wasserflüssen de Reincken, que cap al 1700 Bach va fer per al que llavors era el seu professor, Georg Böhm a Lüneburg.

## Obra

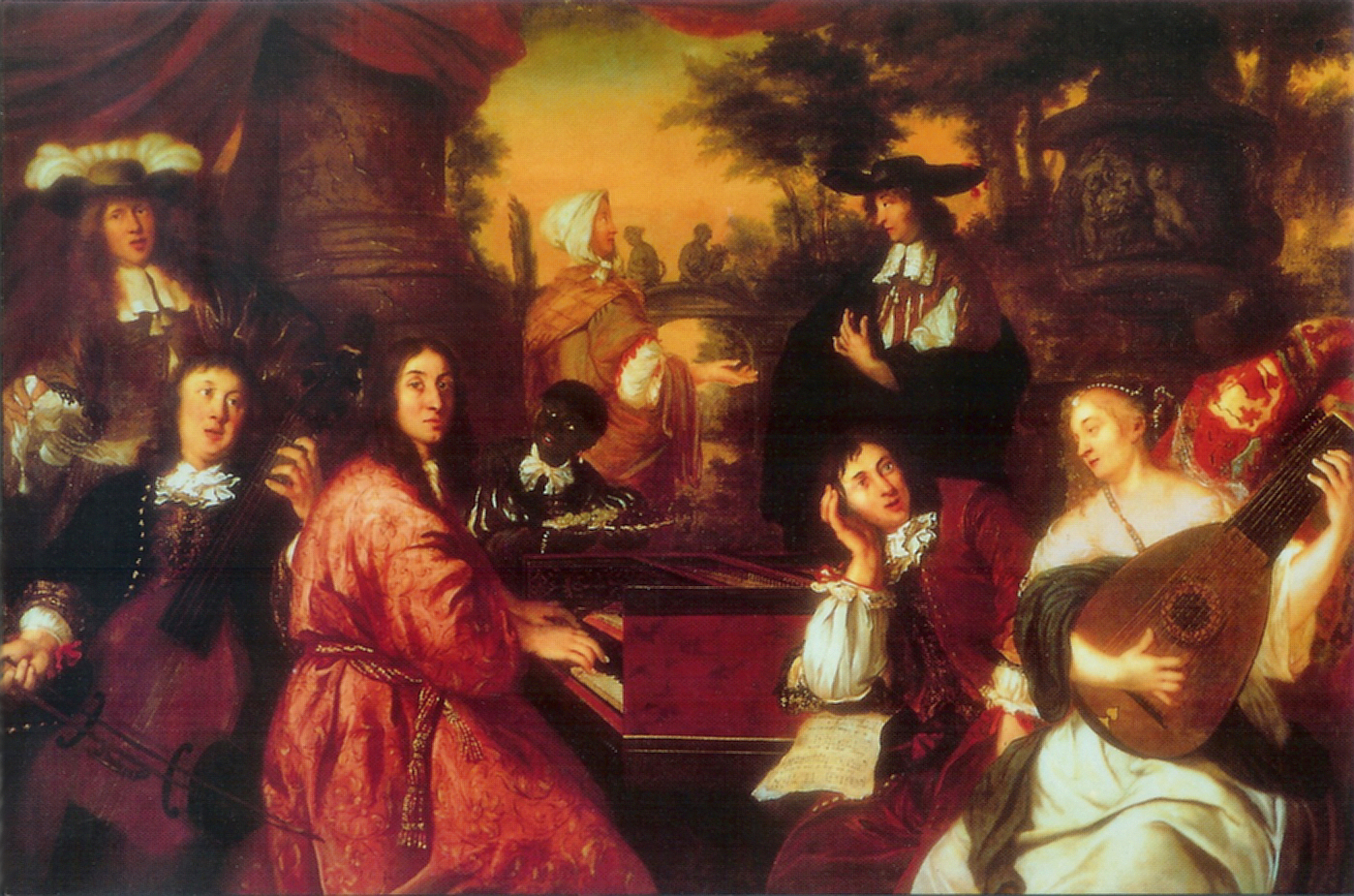
Johannes Voorhout (1674), Escena de música domèstica.

Algunes de les obres més destacades de Reincken són:
- Choralfantasien
  - An Wasserflüssen Babylon
  - Was kann uns kommen an für Noth
- Und es erhub sich ein Streit
- Toccata
  - Toccata in g-Moll
  - Toccata in G-Dur
- Les Cyclopes
- Fuge in g-Moll